# Truba
Truba ili trublja je limeno puhačko glazbalo koje je u toj porodici izvodi najviše tonove, dakle više tonove od tube, roga i trombona. Smatra se jednim od najstarijih glazbala, pa se tako spominje već u antici. 
Od davnina se limena puhačka glazbala dijele na one sa "širokim zvonom" - danas porodica rogova i one s "užim zvonom" - danas porodica truba. Nekoć je truba bila ograničena samo na alikvotni niz, što ju je predodredilo za izvođenje signala i jednostavnijih melodija. Svoju ulogu u orkestru, a pogotovo u solističkoj svirci dobiva tek u 18. stoljeću primjenom ventila koji su bili najprije primijenjeni na rog. Nakon što se truba afirmirala u klasičnoj glazbi, postaje naročito popularna u jazzu, gdje je najčešće jedan od vodećih instrumenata.
Glazbala koja su srodna trubi su kornet, krilnica, prirodna truba i mala truba.
Značajniji trubači danas su Reinhold Friedrich,  Hakan Hardenberger, Jouko Harjanne, Eric Aubier, Gabriel Cassone, Ole Edvard Antonsen, Nini Rosso, Wynton Marsalis, Arturo Sandoval, Alison Balsom, Tine Thing Heselth, Chris Botti te mnogi drugi.

## Vanjske poveznice
- Proleksis enciklopedija Online: Trublja
- Hrvatski leksikon: Trublja
- Muzički atelje.hr – Truba